# 法比安·维德
法比安·维德（德語：Fabian Wiede，1994年2月8日—），德国男子手球运动员。他曾代表德国参加2016年夏季奥林匹克运动会手球比赛，获得一枚铜牌。他也参加了2019年世界男子手球锦标赛。